# Уптар

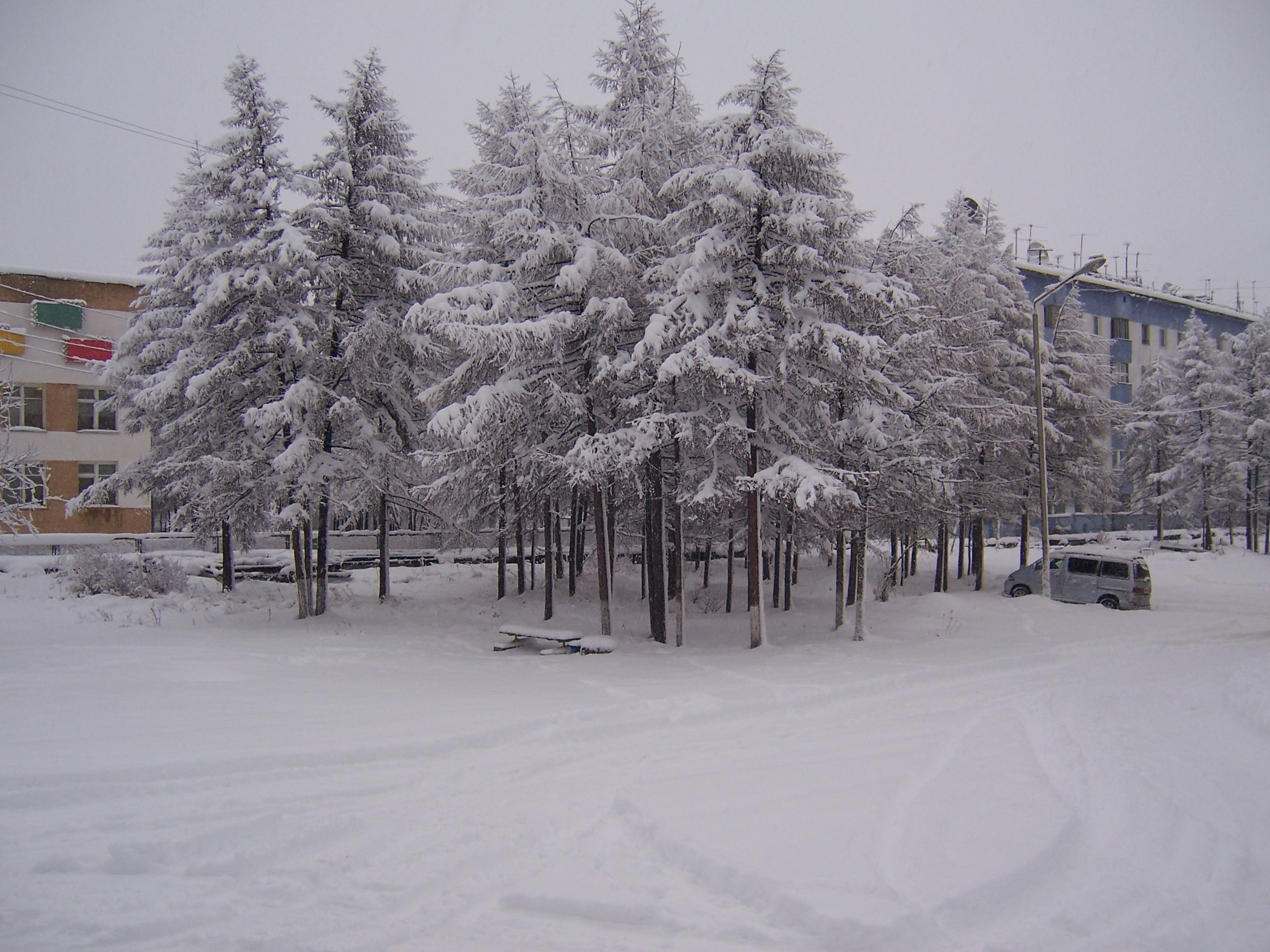
Уптар зимой

Упта́р — посёлок городского типа в Магаданской области России, административно подчинён мэрии города Магадана и входит в его городской округ.

## География
Расположен на 41-м километре трассы Магадан — Усть-Нера, в излучине реки Уптар.

## Название
Название посёлка и реки в переводе с эвенского означает «речная». Другой вариант перевода — «яма, котловина». Посёлок находится в котловине между сопок и хорошо защищён от ветров.

## История
Свою историю посёлок ведёт с 1932 года, когда на 47-м километре строящейся трассы был образован «лагпункт из заключённых УСВИТЛа», которые отсыпали свой участок трассы. В 1980-е годы участок трассы был спрямлён и расстояние сократилось на 6 км, но за посёлком сохранилось «неофициальное местное» название — «47 км». В 40-х — 50-х годах двадцатого столетия в посёлке располагались управление и депо узкоколейной дороги «Магадан — Палатка».
16 июня 1970 году объединением «Колымагэсстрой» здесь были построены брусчатые двухэтажные дома и социально-бытовые объекты, это поселение стало называться «Перевалбаза строящейся Колымской ГЭС», а затем решением Магаданского облисполкома № 167 от 5 апреля 1973 года, населённому пункту определён статус рабочего посёлка Уптар в административно-территориальном подчинении Магаданскому городскому Совету депутатов трудящихся.

## Население
| 1979  | 1989  | 2002  | 2005  | 2009  | 2010  | 2012  |
| ----- | ----- | ----- | ----- | ----- | ----- | ----- |
| 2993  | ↗3983 | ↘2311 | ↘1747 | ↗2257 | ↘1991 | ↘1939 |
| 2013  | 2014  | 2015  | 2016  | 2017  | 2018  | 2019  |
| ↗1968 | ↗1988 | ↗2003 | ↗2039 | ↗2109 | ↘2083 | ↗2085 |
| 2020  | 2021  | 2023  | 2024  |       |       |       |
| ↘2050 | ↘1701 | ↘1682 | ↘1676 |       |       |       |

Население по переписи 2002 года составило 2311 человек, из которых 64,2 % мужчин и 35,8 % женщин. На 1 января 2005 года население посёлка было 1747 человек, из них мужчин — 606 человек из которых 76 человек — пенсионеры, женщин — 646 человек из которых 116 пенсионеров, инвалидов 64 человека, число детей — 243.

## Инфраструктура
Предприятия
- Предприятие «Колымаэнерго»
- Предприятие «Полюс Логистика»

Культура
- Дом Культуры «Энергетик»

Образование
- Средняя общеобразовательная школа № 23 (с 1970 года)
- Детская школа искусств № 3
- Детский сад № 65

Прочее
- ИК-4 УФСИН России (до 2005 года учреждение АВ 261/4 УИН МЮ РФ) — колония строгого режима

## Транспорт
Имеется ежедневное автобусное сообщение c городом Магадан и посёлком городского типа Сокол.